# Björkasjön, Halland
Björkasjön är en sjö i Halmstads kommun i Halland och ingår i Suseåns huvudavrinningsområde.